# Garda (węzeł)
Garda – węzeł stosowany we wspinaczce m.in. do podchodzenia na linie.
Wymaga użycia dwóch płaskich karabinków.